# Lula (Levice)
Lula es un municipio del distrito de Levice en la región de Nitra, Eslovaquia, con una población estimada a final del año 2024 de 162 habitantes.
Se encuentra ubicado al este de la región, cerca de los ríos Ipoly y Hron (ambos, afluentes izquierdos del Danubio) y de la frontera con la región de Banská Bystrica.

## Demografía
| Año        | 1994 | 2004     | 2014     | 2024    |
| ---------- | ---- | -------- | -------- | ------- |
| Población  | 223  | 199      | 177      | 162     |
| Diferencia |      | −10,76 % | −11,05 % | −8,47 % |

| Año        | 2023 | 2024 |
| ---------- | ---- | ---- |
| Población  | 162  | 162  |
| Diferencia |      | +0 % |